# アンナ・ガン
アンナ・ガン（Anna Gunn,  1968年8月11日 - ）は、アメリカ合衆国の女優である。

## 来歴
1968年、ニューメキシコ州サンタフェに生まれる。子供時代より女優業に興味を抱き、10代の頃にはアクターズ・スタジオの演劇レッスンを受講したこともある。その後ノースウェスタン大学へ進学し、在学中に奨学金を得て渡英し、ロンドンにあるロイヤルコート劇場で舞台も踏んだ経験もある。1990年に同大学を卒業。1990年代前半から女優としての活動をスタートさせ、テレビシリーズやテレビ映画などへ出演。1992年にはテレビシリーズ『Down the Shore』でレギュラー出演も果たし、29エピソードへ出演している。近年、特に彼女のキャリアで知られるのはブライアン・クランストン主演のドラマシリーズ『ブレイキング・バッド』への出演で、同作品での演技が評価されて2013年のプライムタイム・エミー賞のドラマ部門の助演女優賞を受賞した。また2014年には他のキャストらと共に全米映画俳優組合賞を受賞している。

## 私生活
かつて不動産ブローカーをしていたAlastair Duncanと結婚し、二人の娘をもうけていたが、2009年に離婚している。

## 主な出演作品

### 映画
| 公開年 | 邦題 原題                                                 | 役名                                    | 備考       |
| ------ | --------------------------------------------------------- | --------------------------------------- | ---------- |
| 1992   | 誘惑されて… Indecency                                     | セレステ                                | テレビ映画 |
| 1994   | ジュニア Junior                                           | レセプショニスト                        |            |
| 1995   | 第一目撃者 Without Evidence                               | リズ・ゴッドラブ                        |            |
| 1998   | エネミー・オブ・アメリカ Enemy of the State               | エミリー・レイノルズ                    |            |
| 2000   | ロスト・ソウルズ Lost Souls                               | サリー・プレスコット                    |            |
| 2011   | レッド・ステイト Red State                                | トラヴィスの母親                        |            |
| 2016   | ハドソン川の奇跡 Sully                                    | NTSB事故調査委員会 エリザベス・デイビス |            |
| 2019   | デッドウッド 〜決戦のワイルドタウン〜 Deadwood: The Movie | マーサ・ブロック                        | テレビ映画 |

### テレビシリーズ
| 放映年    | 邦題 原題                                              | 役名                       | 備考                                                   |
| --------- | ------------------------------------------------------ | -------------------------- | ------------------------------------------------------ |
| 1992      | タイムマシーンにお願い Quantum Leap                    | リズ                       | 第4シーズン第11話「The Play's the Thing」              |
| 1992-1993 | Down the Shore                                         | アーデン                   | 計29話出演                                             |
| 1993      | となりのサインフェルド Seinfeld                        | エイミー                   | 第5シーズン第3話「The Glasses」                        |
| 1994      | NYPD BLUE 〜ニューヨーク市警15分署 NYPD Blue           | キミー                     | 計2話出演                                              |
| 1995-1996 | マーダー・ワン Murder One                              | メリッサ                   | 計3話出演                                              |
| 1996      | シカゴ・ホープ Chicago Hope                            | メーガン                   | 第2シーズン第18話「Sexual Perversity in Chicago Hope」 |
| 1997-2002 | ザ・プラクティス ボストン弁護士ファイル The Practice   | ジェーン・ウォード         | 計10話出演                                             |
| 1999      | ER緊急救命室 ER                                        | 弁護士                     | 第5シーズン第18話「原点」                              |
| 2001      | 堕ちた弁護士 -ニック・フォーリン- The Guardian         | メーガン・バーストー       | 計2話出演                                              |
| 2004      | シックス・フィート・アンダー Six Feet Under            | マデリン                   | 第4シーズン第3話「Parallel Play」                      |
| 2005-2006 | デッドウッド 〜銃とSEXとワイルドタウン Deadwood        | マーサ・ブロック           | 計24話出演                                             |
| 2007      | ボストン・リーガル Boston Legal                        | スーザン・ビクスビー弁護士 | 第3シーズン第12話「Nuts」                              |
| 2008-2013 | ブレイキング・バッド Breaking Bad                      | スカイラー・ホワイト       | 計62話出演                                             |
| 2010      | ロー&オーダー Law & Order                              | マリエル・デ・ナポリ       | 第20シーズン第22話「ソウルメイト」                     |
| 2010      | ライ・トゥ・ミー 嘘は真実を語る Lie to Me              | ジェンキンス               | 第3シーズン第3話「相棒」                               |
| 2014      | The Mindy Project                                      | シェイラ・ハミルトン       | 第2シーズン第18話「Girl Crush」                        |
| 2014      | Gracepoint                                             | エリー・ミラー             | ミニシリーズ 計10話出演                                |
| 2017      | シェイズ・オブ・ブルー ブルックリン警察 Shades of Blue | ジュリア・エアーズ         | 計10話出演                                             |

### ビデオゲーム
- Kain the Vampire (1996)
- Legacy of Kain: Soul Reaver (1999)
- Soul Reaver 2 (2001)
- Legacy of Kain: Defiance (2003)

## 参照
1. ↑  “Anna Gunn: Biography”.  TVGuide.com. 2013年4月11日閲覧。
2. 1 2 3  “Anna Gunn Biography”. 2014年7月8日閲覧。